# Тајна старог моста
Тајна старог моста (шп. El secreto de Puente Viejo) шпанска је сапуница, која се снима од 2011.
У Србији је емитована током 2011. и 2012. на Првој телевизији, а касније репризирана на другом програму Радио-телевизије Војводине.

## Радња
Прича о немогућој љубави, о храброј жени која се од обичне неуке девојке претвара у одлучну љубавницу, признату бабицу и мајку која не заборавља.
Једне олујне ноћи, млада неписмена девојка Пепа, која изучава занат бабице, издата је од стране Карлоса – свог газде и љубавника. Отео јој је тек рођено дете да би га предао својој жени, која је родила мртвог дечака. Прогнана из села и полумртва, храни се бесом и обећава да никада неће заборавити отето дете.
Прошле су године и 1902. Пепа је већ постала бабица. Њен рад се не цени превише, све док не дође у Пуенте Вијехо (Стари Мост), рурално место растрзано између старог и модерног, у коме се последице радничког покрета осећају тек у назнакама.
Вољом судбине, Пепа тамо упознаје Тристана, војника који се после три године проведене у рату враћа кући својој трудној и психички поремећеној жени Ангустијас, која се први пут породила недуго по његовом одласку у борбу. Упркос томе што је заузет, између њега и Пепе рађа се моћна љубав, спутавана прошлошћу лепе бабице. Мрачне тајне које ће временом испливати на површину створиће могућност да она пронађе давно изгубљено дете...

## Улоге
| Глумац:                 | Улога:                                 |
| ----------------------- | -------------------------------------- |
| Меган Монтанер          | Пепа Балмес Агире                      |
| Алекс Гадеа             | Тристан Кастро Монтенегро              |
| Марија Боузас           | Доња Франциска Монтенегро              |
| Сара Баљестерос         | Ангустијас Осоријо де Кастро           |
| Алехандра Онијева       | Соледад Кастро Монтенегро де Кастањеда |
| Кука Ескрибано          | Доња Ахуеда де Месија                  |
| Јаго Гарсија            | Олмо Месија                            |
| Рамон Ибара             | Рајмундо Уљоа                          |
| Пабло Кастањон          | Себастијан Уљоа Балбоа                 |
| Сандра Карвера          | Емилија Самаријего                     |
| Марио Мартин            | Дон Анселмо                            |
| Леонор Мартин           | Др. Грегорија Касас                    |
| Марибел Рипол           | Доња Долорес Асенхо де Мирањор         |
| Енрик Бенавент          | Дон Педро Мирањор                      |
| Селу Нијето             | Иполито Мирањор Асенхо                 |
| Аделфа Калво            | Росарио Пачеко де Кастањеда            |
| Хоакин Гомес            | Хосе Кастањеда                         |
| Фернандо Коронадо       | Алфонсо Кастањеда Пачеко               |
| Хонас Берами            | Хуан Кастањеда Пачеко                  |
| Пабло Еспиноса          | Рамиро Кастањеда Пачеко                |
| Карлота Баро            | Маријана Кастањеда Пачеко              |
| Гонзало Кинделан        | Пакиљо                                 |
| Марио Сориља            | Маурисио Годој                         |
| Алехандро Муњоз         | Северијано Гарсес                      |
| Педро Пабло Исла        | Карлос Кастро                          |
| Марија Аденас           | Елвира Орељана де Кастро               |
| Иван и Хоакин Паласијос | Мартин Кастро                          |
| Хосе Барато             | Др. Алберто Гера                       |
| Елена Ируета            | Теофила                                |
| Росио Пелаез            | Виртудес Чавез                         |
| Алеикс Ренхел           | Герардо                                |
| Франциско Видал         | Др. Хулијан Руиз                       |
| Олга Хуесо              | Матилде                                |
| Гал Солер               | Пардо                                  |